# Tabātabāeihuis

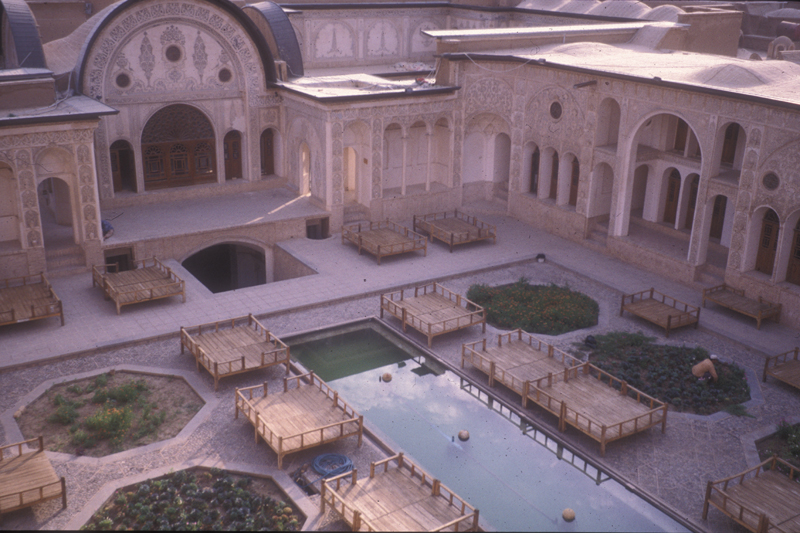
Tabātabāeihuis

Tabātabāeihuis (Perzisch: خانهٔ طباطبایی‌ها, Khāneh-ye Tabātabāeihā) is een monumentaal huis in de stad Kashan, gelegen in de Iraanse provincie Isfahan. De eigenaar was de rijke Kadjarenkoopman Seyyed Djafar Tabātabāei. Het gebouw dateert uit 1834. De architect is Ustad Ali Maryam, die later ook het Borujerdishuis (1857) heeft gebouwd.
Het huis heeft vier binnenplaatsen, bevat fijne muurschilderingen en heeft elegante glas-in-loodramen en verschillende klassieke traditionele elementen. Het voor vreemdelingen toegankelijke buitenste gedeelte heet "Biruni" en het binnenste deel, voor de familie zelf, heet "Andaruni".